# Vadocondes
Vadocondes község Spanyolországban, Burgos tartományban. Vadocondes Castillejo de Robledo, Santa Cruz de la Salceda, Fuentelcésped, Fresnillo de las Dueñas, Aranda de Duero, Zazuar, San Juan del Monte és La Vid y Barrios községekkel határos. Lakosainak száma 364 fő (2024).

## Népesség
A település népessége az utóbbi években az alábbiak szerint változott:
| Lakosok száma | 449  | 419  | 425  | 415  | 414  | 383  | 371  | 353  | 355  | 364  |
|               | 2001 | 2004 | 2006 | 2009 | 2011 | 2014 | 2016 | 2019 | 2021 | 2024 |